# Evilasio
Evilasio (muerto en 311) fue un sacerdote pagano que torturó a una niña de 13 años que más tarde se convertiría en  santa Fausta de Cícico. Al darse cuenta de su valentía, él mismo se convirtió al cristianismo, un acto castigado con la muerte ya que los habitantes de Cízico no querían que ni uno solo de los suyos se convirtiera a otra religión que no fuera la suya.